# Denneville
Denneville è una località e un comune francese soppresso di 552 abitanti situato nel dipartimento della Manica nella regione della Normandia.

## Società

### Evoluzione demografica
Abitanti censiti